# Pleurocollybia
Pleurocollybia là một chi nấm thuộc họ Tricholomataceae. Chi này chứa 5 loài được tìm thấy ở châu Mỹ và châu Á.